# Tandat bockvete
Tandat bockvete (Aegilops speltoides) är en gräsart som beskrevs av Ignaz Friedrich Tausch, och ingår i släktet bockveten och familjen gräs. Arten förekommer tillfälligt i Sverige, men reproducerar sig inte. Utöver nominatformen finns också underarten A. s. ligustica.
Det ursprungliga utbredningsområdet sträcker sig från södra Balkanhalvön över Anatolien till södra Kaukasus, Iran och norra Saudiarabien. Tandat bockvete introducerades i Italien och Västeuropa, inklusive Storbritannien. Det växer i låglandet och i bergstrakter upp till 2400 meter över havet. Arten ingår vanligen i gräsmarker. Den hittas även som undervegetation i trädansamlingar med tallar och ekar samt i planteringar med arter av citrussläktet och olivträd. Den årliga nederbördsmängden i utbredningsområdet ligger mellan 450 och 1450 mm.
Delar av beståndet hotas av bekämpningsmedel. IUCN listar arten fortfarande som livskraftig (LC).

## Olika namn
- Triticum tournefortii (De Not.) Steud.
- Triticum speltoides var. schultzii
- Triticum speltoides subsp. polyatherum
- Triticum speltoides subsp. ligusticum
- Triticum speltoides subsp. aucheri
- Triticum speltoides (Tausch) Asch. & Graebn.
- Triticum obtusatum Godr.
- Triticum ligusticum (Savign.) Bertol.
- Triticum aucheri (Boiss.) Parl.
- Sitopsis speltoides (Tausch) Á.Löve
- Agropyron tournefortii Savign.
- Aegilops speltoides f. unicolor
- Aegilops speltoides var. typica
- Aegilops speltoides var. submutica
- Aegilops speltoides subsp. submutica
- Aegilops speltoides f. striata
- Aegilops speltoides var. scandens
- Aegilops speltoides var. polyathera
- Aegilops speltoides f. polyathera
- Aegilops speltoides f. muricata
- Aegilops speltoides var. muricata
- Aegilops speltoides var. macrostachys
- Aegilops speltoides var. aucheri
- Aegilops speltoides subsp. aucheri
- Aegilops singularis Steud.
- Aegilops markgrafii var. polyathera
- Aegilops macrura Jaub. & Spach
- Aegilops ligustica (Savign.) Coss.
- Aegilops augeri Steud.
- Aegilops aucheri subsp. virgata
- Aegilops aucheri var. virgata
- Aegilops aucheri var. vellea
- Aegilops aucheri var. unicolor
- Aegilops aucheri var. striata
- Aegilops aucheri var. schultzii
- Aegilops aucheri var. polyathera
- Aegilops aucheri subsp. polyathera
- Aegilops aucheri f. nudiglumis
- Aegilops aucheri var. hirtohispida
- Aegilops aucheri f. hirtiglumis
- Aegilops aucheri Boiss.
- Aegilops agropyroides Godr.